# Piftie
Piftia (răciturile sau aiturile) este un preparat culinar din grupa gustărilor reci obținut prin fierberea îndelungată a bucăților de carne (porc, vițel, curcan, cocoș, gâscă, pește) cu os și cartilaje, în asociere cu legume, zarzavaturi și diferite condimente.

## Preparare

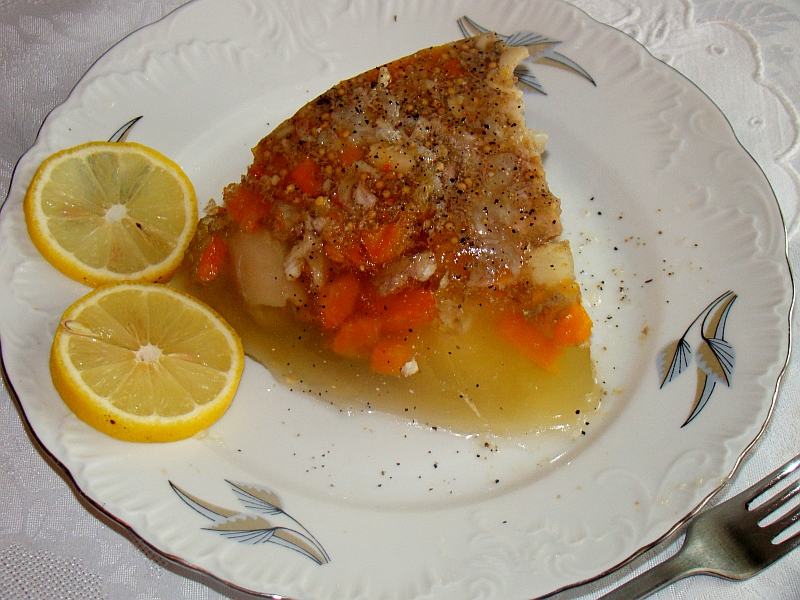
Piftie

Carnea se spală și se pune la fiert în apă rece cu sare, se spumează și se lasă la fiert până apa se limpezește. Se adaugă legumele și foile de dafin și se lasă să fiarbă la foc domol atât timp, până când carnea se desprinde ușor de pe oase. Se scoate carnea, se elimină oasele, se porționează și se pune în diferite forme (boluri, supiere, farfurii adânci) cu decor din morcov, pătrunjel verde și ou. Se strecoară supa, se degresează și se adaugă mujdeiul de usturoi (strecurat), supa rezultată se toarnă peste carne și se păstrează la rece.

## Sortimente
- Piftie de crap

Peștele se curăță fără să se îndepărteze coada, capul și înotătoarele, se porționează și se pune la fiert în apă rece cu sare și foi de dafin, spumându-se de câte ori este nevoie. Când peștele este fert, se scoate (într-un platou adânc), lăsându-se capul să fiarbă în continuare la foc moderat, până când supa scade și devine gelatinoasă. Se adaugă usturoiul pisat, se drege cu un albuș de ou bătut spumă, se strecoară și se toarnă peste pește și se păstrează la rece.
- Piftie de cocoș
- Piftie de curcan
- Piftie de gâscă
- Piftie de porc și vițel
- Piftie de vițel
- Piftie de ciolan de porc afumat